# José Luis Fernández (futbolista)
José Luis Fernández (26 de agosto de 1987; Caseros, Buenos Aires, Argentina) es un futbolista argentino juega de volante por izquierda (o volante ofensivo) en Tristán Suárez de la Primera Nacional.

## Trayectoria
Surgido de las inferiores de Racing Club, debutó en el club de Avellaneda en el año 2008 contra el rival histórico Independiente. En La Academia disputó un total de 37 partidos, marcando 3 goles, además de dejar una muy buena imagen y ser uno de los mejores jugadores de aquellos equipos en los que jugó, bajo la conducción técnica de Caruso Lombardi, Claudio Vivas y Miguel Russo. El 27 de diciembre del 2010 se oficializó el traspaso del jugador al SL Benfica de Portugal por 1.5 millones de euros. Tras un año de inactividad en el club luso, fue cedido por 140 mil euros, y con opción de compra de su pase por 1.2 millones de euros al Estudiantes de La Plata, donde tampoco jugó demasiados minutos. En 2012 fue cedido nuevamente, esta vez al Sporting Clube Olhanense, donde, al igual que en sus clubes anteriores, escaseó de minutos en cancha y eso lo llevó a probar suerte en Argentina de nuevo. En 2013 pasó a Godoy Cruz., donde debutó con la victoria de Godoy Cruz sobre Independiente por 1 a 0. A fines de 2014.

### Rosario Central
José Luis Fernández llegó a Rosario Central, el club rosarino se encargó de comprarle el 100% de su pase. José Luís firmó un contrato por 4 años con la entidad rosarina, cumpliéndole el deseo al entrenador Eduardo Coudet, ídolo en el elenco rosarino; sumando a refuerzos de renombre como el de Marco Ruben, ex River Plate y Recreativo de Huelva.

## Selección nacional
Fue convocado por Diego Maradona para disputar en la ciudad de Cutral Co el 5 de mayo de 2010 a la Selección de Haití por lesión de Leonel Vangioni. Finalmente, Fernández entró en aquel partido a los 60' reemplazando al capitán Ariel Ortega.

## Clubes
| Club                    | País      | Año           |
| ----------------------- | --------- | ------------- |
| Racing Club             | Argentina | 2008 - 2010   |
| Benfica                 | Portugal  | 2011          |
| Estudiantes de La Plata | Argentina | 2011          |
| Godoy Cruz              | Argentina | 2012          |
| Olhanense               | Portugal  | 2012          |
| Godoy Cruz              | Argentina | 2013 - 2015   |
| Rosario Central         | Argentina | 2015 - 2018   |
| Defensa y Justicia      | Argentina | 2019          |
| Atlético Tucumán        | Argentina | 2019-2020     |
| Central Córdoba         | Argentina | 2020-2021     |
| Nueva Chicago           | Argentina | 2021-presente |

## Estadísticas
| Racing Argentina                            |               |               |     |    |    |   |   |    |     |    |
| 1ª                                          | 2007-08       | 4             | 0   | -  | -  | - | - | 4  | 0   |    |
| 1ª                                          | 2008-09       | 7             | 1   | -  | -  | - | - | 7  | 1   |    |
| 1ª                                          | 2009-10       | 9             | 1   | -  | -  | - | - | 9  | 1   |    |
| 1ª                                          | 2010-11       | 19            | 1   | -  | -  | - | - | 19 | 1   |    |
| Total club                                  | Total club    | 39            | 3   | -  | -  | - | - | 39 | 3   |    |
| Benfica Portugal                            |               |               |     |    |    |   |   |    |     |    |
| 1ª                                          | 2010-11       | 2             | 0   | 1  | 0  | - | - | 3  | 0   |    |
| Total club                                  | Total club    | 2             | 0   | 1  | 0  | - | - | 3  | 0   |    |
| Estudiantes (LP) Argentina                  |               |               |     |    |    |   |   |    |     |    |
| 1ª                                          | 2011-12       | 5             | 0   | 1  | 0  | - | - | 6  | 0   |    |
| Total club                                  | Total club    | 5             | 0   | 1  | 0  | - | - | 6  | 0   |    |
| Olhanense Portugal                          |               |               |     |    |    |   |   |    |     |    |
| 1ª                                          | 2012-13       | 1             | 0   | 2  | 0  | - | - | 3  | 0   |    |
| Total club                                  | Total club    | 1             | 0   | 2  | 0  | - | - | 3  | 0   |    |
| Godoy Cruz Argentina                        |               |               |     |    |    |   |   |    |     |    |
| 1ª                                          | 2012-13       | 18            | 2   | 1  | 0  | - | - | 19 | 2   |    |
| 1ª                                          | 2013-14       | 38            | 5   | -  | -  | - | - | 38 | 5   |    |
| 1ª                                          | 2014          | 17            | 3   | 1  | 1  | 2 | 0 | 20 | 4   |    |
| Total club                                  | Total club    | 73            | 10  | 2  | 1  | 2 | 0 | 77 | 11  |    |
| Rosario Central Argentina                   | 1ª            | 2015          | 20  | 2  | 5  | 1 | - | -  | 25  | 3  |
| Rosario Central Argentina                   | 1ª            | 2016          | 6   | 0  | -  | - | 5 | 0  | 11  | 0  |
| Rosario Central Argentina                   | 1ª            | 2016-17       | 12  | 1  | 6  | 1 | - | -  | 18  | 2  |
| Rosario Central Argentina                   | 1ª            | 2017-18       | 15  | 1  | -  | - | 1 | 0  | 16  | 0  |
| Rosario Central Argentina                   | 1ª            | 2018-19       | 4   | 0  | -  | - | - | -  | 4   | 0  |
| Rosario Central Argentina                   | Total club    | Total club    | 53  | 4  | 11 | 2 | 6 | 0  | 74  | 5  |
| Defensa y Justicia Argentina                | 1ª            | 2019          | 1   | 0  | 0  | 0 | 0 | 0  | 1   | 0  |
| Defensa y Justicia Argentina                | Total club    | Total club    | 1   | 0  | 0  | 0 | 0 | 0  | 1   | 0  |
| Total carrera                               | Total carrera | Total carrera | 174 | 16 | 17 | 3 | 8 | 0  | 199 | 19 |
| (3) No incluye goles en partidos amistosos. |               |               |     |    |    |   |   |    |     |    |

## Palmarés

### Campeonatos nacionales
| Título          | Club            | País      | Año  |
| --------------- | --------------- | --------- | ---- |
| Copa de la Liga | Benfica         | Portugal  | 2011 |
| Copa Argentina  | Rosario Central | Argentina | 2018 |